# Yusei Okada
Yusei Okada (født 8. maj 1987) er en japansk professionel fodboldspiller.
Han har spillet for flere forskellige klubber i sin karriere, herunder Grulla Morioka.